# Антоніс Ремос
Анто́ніс Ре́мос (грец. Αντώνης Ρέμος, 19 червня 1970, Дюссельдорф, Німеччина) — грецький поп-співак, бізнесмен, президент футбольного клубу «Іракліс» міста Салоніки з липня 2007 по травень 2010 року.

## Біографія
Антоніс Ремос народився у німецькому Дюссельдорфі, проте коли йому виповнилось 12 років, родина повернулась до рідних Салонік, де він жив з матір'ю і сестрою. У Салоніках він закінчив середню школу. У шкільні роки він захоплювався музикою і сам навчився грати на гітарі. Родина відчувала матеріальні труднощі. Будівельник, водопровідник, механік і різноробочий — ось кілька з численних спеціальностей Антоніса, які він засвоїв на практиці до виходу першого диска.

### Перший комерційний успіх
Музичну кар'єру розпочав 1995 року: на Великдень відбувся перший живий виступ Антоніса Ремоса в Афінах на одній сцені з такими відомими артистами, як Дімітріс Мітропанос, Стефанос Корколіс і Маріос Токас. В цьому ж році він підписав свій перший контракт з Sony Music. Вже наступного року випустив дебютний альбом під назвою «ΑΝΤΩΝΗΣ ΡΕΜΟΣ», який став платиновим протягом декількох місяців. Автором альбому був відомий грецький композитор Фівос. У квітні 1998 року виходить другий альбом. Другий альбом також отримав платиновий статус.

### Подальша кар'єра
У березні 2000 року Ремос виконав пісню з фільму «I Agapi Einai Elefantas», яку написав Мінос Матсас. Саундтрек отримав золотий статус. Взимку 2000–2001 року Антоніс Ремос і Сакіс Рувас виступають вживу разом в Діоген студіо. У червні 2001 року він випустив подвійний концертний CD з виступів, проведених в Apollon Palace під назвою «Μια Νύχτα Μόνο» («Тільки на одну ніч»). Цей альбом отримав платиновий статус і до сих пір утримує високе місце в рейтингу грецької музики за останній час.
Взимку 2001 року, Антоніс виступає наживо поруч з Яннісом Паріосом. Компакт-диск «Όλος ο Κόσμος Είσαι Εσύ» був випущений в 2001 році. Навесні 2002 року Ремос випустив новий альбом «Kardia mou min anisihis» (укр. «Моє серце не хвилюйся»). Пісні альбому були написані Йоргосом Теофанусом. Альбом отримав потрійний платиновий статус, ставши одним з найпопулярніших альбомів протягом багатьох років.
Взимку 2002 року Ремос виступає наживо разом з Алкістіс Протопсалті. Успіх був величезний і вони продовжували виступати разом влітку в Салоніках. Вони також виїжджали за кордон з концертами по всій Канаді і США.
У 2003 році він випустив новий альбом під назвою «Μια Αναπνοή» («Дихання»). Пісні альбому були написані Йоргасом Теофанусом. Альбом швидко отримав платиновий статус. Взимку 2003 року Ремос виступає на одній сцені з 5 композиторами: Міміс Плессас, Янніс Спанос, Антоніс Вардіс, Костас Хадзіс і Йоргос Теофанус.
В цей же період, він заспівав пісні Мікіса Теодоракіса «Αν θυμηθείς το όνειρό μου»  і «Φαίδρα». Влітку 2004 року оркестр Мікіса Теодоракіса представив музику композитора, написану для театральних постановок і фільмів. Концерти відбувалися в театрі Ірода в Афінах. Як провідний співак виступив Антоніс Ремос. Взимку 2004 року — живі виступи Антоніса з Йоргасом Даларасом в Афінській Арені.
Навесні 2005 року Антоніс Ремос був змушений виконати свій військовий обов'язок. Через свій вік, він служив в армії тільки протягом сорока днів. У 2005 році Антоніс Ремос виступає наживо в Афінській Арені другий рік поспіль. Цього разу він співав з Міхалісом Хатзіяннісом,.
У 2005 році випущений новий альбом «Σαν Ανεμος» . Це був третій альбом, який був створений з відомим композитором Йоргасом Теофанусом. В цьому альбомі Антоніс Ремос виконав пісні з трьома виконавцями: Марінеллою, Йоргасом Маргаритисом, з італійським співаком Массімо ді Катальдо. Цей альбом отримав платиновий статус.
Під час зими 2006 року Антоніс Ремос виступає в Афін Арені з Марінеллою. У 2006 році Антоніс Ремос святкує 10 років в дискографії. Sony Music випустила потрійний альбом «Best of», який став платиновим. Влітку 2007 року Ремос здійснює перший великий тур по Греції, дає 25 аншлагових концертів разом з новою групою з Салоніки під назвою «Onirama». Взимку 2007 другий рік поспіль спільні виступи з Марінеллою на Афін Арені. Ці виступи тривали до березня 2008 року.
З 13 березня до 25 травня 2008 року Антоніс Ремос і Сакіс Рувас здійснюють світове турне по Канаді, США, Австралії та Африці. Взимку 2008 року Антоніс виступає в Афінській Арені в перший раз один. Успіх був величезний і виступи були продовжені до кінця травня. У той же час він випустив восьмий студійний альбом « Αλήθειες και ψέματα» («Істина і брехня»), до якого вийшли сім унікальних пісень Антоніса Вардиса та пісні Корколіса, Кріс Данте, Кіріакоса Пападопулоса, Константіноса Валтазаніса та ін. Альбом стає платиновим відразу.
16 березня 2009 року Антоніс Ремос почав своє перше європейське турне: Брюссель, Штутгарт, Франкфурт, Нюрнберг, Дюссельдорф, Амстердам, Стокгольм, Лондон, Стамбул, Белград, Тель-Авів. Влітку 2009 року відбувся спільний концертний тур Ремоса з групою Emigre по всій Греції. Взимку 2009 року Антоніс Ремос виступає в Diogenis Studio, відразу після закінчення зимового сезону відправляється в світове турне: Австралія, США, Канада.
Антоніс Ремос також співпрацює з кіпріотським співаком і композитором Стеліосом Пісісом.

### Співпраця з Heaven Music

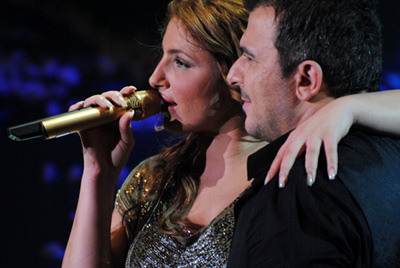
Антоніс Ремос та Єлена Папарізу у Diogenis Studio, 2011 рік

У квітні 2010 року Антоніс Ремос почав спіпрацювати із студією Heaven (був підписаний 4-річний контракт про співпрацю) і подав судовий позов на свій колишній лейбл Sony Music із вимогою виплати компенсації в розмірі 800 тисяч євро. Артист також бореться із забороною виконувати пісні, записані в роки співпраці із Sony Music.
Наприкінці 2010 року вийшли перші два сингли нового альбому «Τέρμα η ιστορία» та «Είναι Στιγμές». Від 29 жовтня до Великодня артист виступав в афінському клубі Diogenis Studio спільно із Єленою Папарізу. 18 березня 2011 року офіційно випущений альбом «Κλειστά τα στόματα». Від 18 листопада 2011 року Ремос виступає в афінському клубі Diogenis Studio спільно із Толісом Воскопулосом
.
На початку 2012 року Антоніс записує два нових хіти: «Εντάξει» feat Goin' Through (лютий 2012) і 26 березня 2012 року — «Τα χιλιόμετρα όλα.» (прем'єра відбулася 26 березня 2012 на радіо 89,8 ΔΡΟΜΟΣ fm)
З 15 червня по 23 липня 2012 року відбулися виступи Антониса Ремоса в клубі Thalassa, разом із Ремосом виступає група Onirama. Влітку 2012 року Ремос також співпрацює з групою Goin' Through на великих концертах по всій Греції, перший з яких відбувся на Андросі 4 серпня.. 17 серпня в клубі Politia Live Clubbing в Салоніках Антоніс Ремос розпочав виступи зі спільною програмою з Ангелікі Іліаді як спеціальний гість програми — Нікос Вурліотіс, лідер гурту Goin' Through.

Взимку 2012—2013 років Антоніс Ремос виступає на сцені Афінської Арени разом зі Стеліосом Роккосом і Елені Фурейра. Прем'єра програми відбулася 2 листопада 2012 року. Програма мала шалений успіх у публіки і в кінці березня 2013 року було прийнято рішення продовжити виступи до кінця квітня,. У вересні 2012 року під час виступу в Politeia Live Clubbing Ремос представив свою нову пісню «Τα Σάββατα» (музика — Васіліса Гаврілідіса, текст — Нікоса Мораїтіса). На початку жовтня був випущений сингл з цією піснею під ліцензією Heaven Music. Пісня є передвісником нового альбому, вихід якого очікується на початку 2013 року. Пісня відразу ж отримала величезну популярність і знаходилась на вершині хіт-парадів радіо-трансляцій протягом декількох тижнів. 20 грудня 2012 року були завершені зйомки кліпу на пісню «Τα Σάββατα». Режисер кліпу — White Room. 7 січня 2013 року на радіо «89,8 Δρόμος fm» відбулася прем'єра нової пісні Антоніса Ремоса «Η αγάπη έρχεται στο τέλος» (музику написав Дімітріс Контопулос, текст — Нікос Мораїтіс). Пісня є саундтреком до фільму «Love in the end», який вийшов на екрани кінотеатрів Греції 14 лютого 2013 року. 22 березня 2013 року журнал PARAPOLITIKA випустив диск з 18 пісень «Ελλάδα γειά σου», присвячений Дню незалежності Греції, для цього диска Антоніс Ремос записав пісню «Βεγγαλικά πολύχρωμα» (музика — Василиса Салеаса, текст — Васіліс Пападопулос),. 27 травня 2013 року під ліцензією Heaven Music вийшов новий альбом Ремоса «Η καρδιά με πηγαίνει εμένα», до якого увійшли 11 пісень. У створенні альбому брали участь композитори: Васіліс Гавріілідіс, Стефанос Корколіс, Йоргос Сабаніс, Дімітріс Контопулос, Манос Піроволакіс, Янніс Стігас. Автори текстів пісень: Нікос Мораїтіс, Ольга Влахопулу, Нікі Папатеохарі, Ревекка Руссі. 8 червня Ремос виступив з концертом в рамках Almyra Festival в Салониках, у концерті брали участь Стеліос Роккос и Елені Фурейра. 14 червня 2013 року відбулася прем'єра програми Антоніса Ремоса на сцені Thalassa People's Stage, з ним виступають Меліна Асланіду і Vegas.
В рамках літнього туру 2013 року Антоніс Ремос виступив з концертами на Кікладських островах (Міконос — 21 липня 2013 року, Парос, — 3 серпня, Сірос — 5 серпня), на Кіпрі в містах Пафос 13 серпня і Ларнака (28 серпня),, на Корфу, а також у містах Ліхоторо, Патра, Гітіо. З 23 серпня Антоніс Ремос виступає в Politia Live clubbing в Салоніках, в програмі беруть участь Стеліос Роккос і Елені Фурейра. Проте через вбивство Павлоса Фіссаса 18 вересня співак скасував концерт в Нікеї, зауваживши, що «у зв'явзку із боягузливим убивством музиканта Павлоса Фіссаса, яке приголомшило нас, як і всю Грецію, ми не можемо ігнорувати і закривати очі на такі трагічні події.
Як маленький знак поваги, — чути наше мовчання, а не наш голос». Взимку 2013—2014 років Ремос вперше співпрацює на одній сцені з Анною Віссі. Вони виступають в музичному спектаклі «Ένα ή Κανένα» на сцені Pantheon Theater. Режисер вистави — Янніс Каклеас. Прем'єра вистави відбулася 20 грудня 2013 і була найочікуванішою прем'єрою року, тому що об'єднує голоси двох великих виконавців, а також є новим видом музичної розваги в нічному житті Афін. Під час премьери Віссі і Ремос вперше виконали дуетом нову пісню Нікоса Карвеласа,, яка є титульною до вистави. В цей же час Антоніс Ремос бере участь у зйомках нового талант-шоу The Voice of Greece на каналі ANT1 як член журі й тренер. Це перша велика робота Антоніса на телебаченні. До цього його співпраця з телебаченням обмежувалася зйомками кліпів, інтерв'ю. Взимку 2014–2015 Антоніс виступає в Diogenis Studio в спільній програмі з Яннісом Зуганелісом і Меліною Асланіду,.

## Підприємницька діяльність
13 липня 2007 року Антоніс Ремос із грецькими бізнесменами, бувши багаторічним фаном футбольного клубу «Іракліс», придбав його та став президентом клубу. Він став на чолі клубу після провального сезону Альфа Етнікі 2006—2007 (2007 року борг клубу перевищив 9 млн євро). Ремос намагався стабілізувати фінансове становище клубу, виплатив борги гравцям.. У травні 2010 року, через 2 роки і 9 місяців, Ремос залишив адміністрацію ФК «Іракліс».

## Благодійна діяльність
Ремос активно займається благодійною діяльністю. Він був грецьким послом Make-A-Wish Foundation в 2011 році — міжнародного благодійного фонду, що допомагає виконувати бажання смертельно хворим дітям. В рамках цього проекту Ремос дав благодійний концерт 13 грудня 2011 року за участю композитора Стаматіса Спанудакіса. Ремос і Спанудакіс виступали безкоштовно. Всі кошти пішли на фінансову підтримку Make-A-Wish (Make-A-Wish Греція). 26 вересня 2012 Антоніс Ремос виступав на благодійному концерті, організованому Стефаносом Корколісом в Одеон Ірода Аттичного. У концерті брали участь Алкістіс Протопсалті, Елеонора Зуганелі і Соня Теодоріду. Зібрані кошти призначені виключно асоціації некомерційних неурядових організацій, що працюють на благо дітей, «Μαζί για το Παιδί».

## Приватне життя
Роман Антоніса Ремоса з грецькою акторкою Зетою Макріпуліа тривав кілька років, але пара розірвала стосунки. В даний час Зета є коханою Міхаліса Хатзіянніса. У 2010 році Ремос знайомиться з Івонною Босняк (грец. Υβόννη Μπόσνιακ), відомою моделлю, яка активно займається благодійною діяльністю. Івонна очолює фонд, який створила вона та її подруга. Фонд займається підтримкою моделей, людей творчих професій, які опинилися у складних обставинах. Івонн і Ремос разом мешкають у Гліфаді. 14 лютого 2015 року у пари народилася дочка. Дівчинці дали ім'я Елена на честь матері Антоніса Ремоса,. 15 вересня 2018 року Антоніс Ремос і Івонн взяли шлюб. Церемонія одруження відбувалася в маєтку Дімітріса Контомінаса в Варібобі.

## Дискографія
Всі диски Антоніса Ремоса стали мульти-платиновими
- Αντώνης Ρέμος (1996)
- Καιρός να πάμε παρακάτω (1998)
- Πάλι Απ' Την Αρχή (1999)
- Καρδιά μου μην Ανησυχείς (2002)
- Μια Αναπνοή (2003)
- Σαν Ανεμος (2005)
- Best of (2006)
- Αλήθειες και ψέματα (2008)
- Κλειστά τα στόματα (2011)
- Η Καρδιά Με Πηγαίνει Εμένα (2013)
- Σπασμένα Κομμάτια Της Καρδιάς (2016)[67]

### Сингли, компіляції
- Fly with Me (2000)
- Μια Νύχτα Μόνο (2001)
- Όλος ο Κόσμος Είσαι Εσύ (2001)
- Καρδιά μου μην Ανησυχείς (Remix) (2002)
- Δεν Τελειώσαμε [Архівовано 1 березня 2022 у Wayback Machine.] Remix (2003)
- Χαμογέλασε [Архівовано 1 березня 2022 у Wayback Machine.] (2004)
- Live (2004)
- Σαν Άνεμος Special Edition (2006)
- Αντώνης Ρέμος με Onirama MAD SECRET CONCERT (2007)
- Δεν ακούω κανέναν (single) (2018) Panik Records
- Η Ζωή Αλλιώς (Single) (2018) Panik Records
- Εδώ και τώρα (Single) (2019)
- Όλα Τα Δάκρυα (2019) Panik Records

## Нагороди
- Arion Awards 2002: Найкращий поп-артист[68]
- Arion Awards 2003: категорія: « Κατηγορία Λαϊκό»: Найкращий альбом року (Καρδιά μου μην ανησυχείς); Найкращий співак; категорія «Сучасна поп-зірка»: Найкращий альбом (Καρδιά μου μην ανησυχείς); Найкращий співак; альбом року: «Καρδιά μου μην ανησυχείς»; Найкращий співак року
- 2003 — одержав премію «Χρυσή πορεία» за внесок у розвиток сучасної грецької пісні (премію засновано у 2002 році Асоціацією власників клубів, при призначенні премії враховується також внесок виконавця в благодійну діяльність)
- Arion Awards 2004: категорія «Κατηγορία Λαϊκό»: Найкращий альбом (Μια αναπνοή); Найкращий співак. Сучасна народна категорія «Κατηγορία Σύγχρονο Λαϊκό»: Найкращий альбом (Μια αναπνοή), Найкращий співак[69]
- 2004 Mad Video Music Awards: Найкращий відео кліп серед виконавців-чоловіків «Μια αναπνοή»
- Arion 2005: категорія « Καλύτερα της χρονιάς» (Найкращий за рік): Найкращий живий альбом року — «Αντώνης Ρέμος Live»[70]
- 2005 Mad Video Music Awards: Найкращий відео кліп серед виконавців-чоловіків (Χαμογέλασε)
- Arion 2006: Найкращий співак року (диск Σαν άνεμος)[71]
- 2006 Cyprus Music Awards (20 червня 2006 року): Найкращий співак року; Найкращий грецький альбом року (Σαν άνεμος)
- 2011 Mad Video Music Awards: Найкращий виконавець року; найкращий текст пісні (Κομμένα πια τα δανεικά)[72]
- 2013 Mad Video Music Awards: Артист року[73],[74]; Найкращий відео кліп в категорії Лаїко (Ta Savvata)[75]
- 2017 Mad Video Music Awards: Почесна премія (The music icon)[76]
- 2019 В Сербії Антоніс Ремос нагороджений Фондом братів Карич за внесок в музику. Церемонія нагородження пройшла 25 листопада в Національному театрі в Белграді[77].